# Gold Digger (пісня Каньє Веста)
«Gold Digger» — пісня американського репера та продюсера Каньє Веста за участю співака Джеймі Фокса, випущений 5 липня 2005 року на лейблах Roc-A-Fella Records та Def Jam Recordings як другий сингл з другого студійного альбому Веста Late Registration (2005). Пісню спродюсували Каньє і Джон Брайон. Пісня встановила рекорд за кількістю цифрових завантажень за тиждень, продавши понад 80 000 примірників.
«Gold Digger» очолив чарт Billboard Hot 100, ARIA Singles Chart і NZ Singles Chart, ставши другим синглом Веста номер один у Hot 100 і його першим у двох останніх чартах. Пісня потрапила до топ-50 у дев’яти інших країнах, таких як Ірландія та Велика Британія.

## Список пісень
1. "Gold Digger" – 3:28
2. "Diamonds from Sierra Leone" – 3:35
3. "We Can Make It Better" – 3:52

## Чарти
| Чарт (2005–2006)                          | Найвища позиція |
| ----------------------------------------- | --------------- |
| Австралія (ARIA)                          | 1               |
| Австралія (ARIA) Urban Singles            | 1               |
| Австрія (Ö3 Austria Top 75)               | 47              |
| Бельгія (Ultratip Flanders)               | 4               |
| Бельгія (Ultratip Wallonia)               | 14              |
| Canada (Nielsen SoundScan)                | 5               |
| Euro Digital Tracks (Billboard)           | 2               |
| Франція (SNEP)                            | 71              |
| Німеччина (Media Control AG)              | 35              |
| Ірландія (IRMA)                           | 3               |
| Нідерланди (Dutch Top 40)                 | 20              |
| Нідерланди (Mega Single Top 100)          | 22              |
| Нова Зеландія (RIANZ)                     | 1               |
| Норвегія (VG-lista)                       | 14              |
| Шотландія (Official Charts Company)       | 3               |
| Швеція (Sverigetopplistan)                | 34              |
| Швейцарія (Media Control AG)              | 52              |
| Велика Британія (Official Charts Company) | 2               |
| Велика Британія (UK R&B Chart)            | 2               |
| США (Billboard Hot 100)                   | 1               |
| США (Hot R&B/Hip-Hop Songs) (Billboard)   | 1               |
| США (Rap Songs) (Billboard)               | 1               |
| США (Mainstream Top 40) (Billboard)       | 1               |
| US Pop 100 (Billboard)                    | 1               |
| США (Rhythmic) (Billboard)                | 1               |

## Зовнішні посилання
- "Gold Digger" Lyrics на MTV